# جينيفر فيني بويلان
جينيفر فيني بويلان (بالإنجليزية: Jennifer Finney Boylan)‏ هي كاتبة سير ذاتية أمريكية، ولدت في 22 يونيو 1958 في Valley Forge, Pennsylvania ‏ في الولايات المتحدة.